# 中國電子報
中国电子报是中华人民共和国工业和信息化部管轄的具有机关报职能的行业报，曾經為中華人民共和國电子工业部的机关报，由中国电子报社出版。中国电子报社成立于1984年12月4日。中国电子报于1985年1月起正式公开发行。

## 外部連結
- 官方网站